# Arturo Rodríguez
Pour les articles homonymes, voir Rodríguez.
Arturo Rodríguez est un boxeur et rugbyman argentin né le 26 mai 1907 et mort le 22 novembre 1982.

## Biographie
Il devient champion olympique des poids lourds aux Jeux d'Amsterdam en 1928 en s'imposant en finale contre le Suédois Nils Ramm.

## Parcours auxJeux olympiques
Jeux olympiques d'été de 1928 à Amsterdam (poids lourds) :
- bat Matthew Flanagan (Irlande) par KO au 1er round,
- bat Simon Olij (Pays-Bas) aux points,
- bat Michael Michaelsen (Danemark) aux points,
- bat Nils Ramm (Suède) par KO au 1er round.